# Johann Vitéz (Veszprém)
Johann Vitéz († 1499) war Bischof von Sirmium, ernannter Administrator von Olmütz, Bischof von Veszprém und Administrator von Wien.

## Leben
Johann Vitéz war der Neffe des gleichnamigen Erzbischofs Johann Vitéz von Gran. Er studierte vermutlich in Paris und wurde später Kanzler und Legat des ungarischen Königs Matthias Corvinus. Dieser nominierte am 31. März 1482 Johann Vitéz zum Bischof von Sirmium. 
1487 wurde Vitéz vom Papst zum Administrator des Bistums Olmütz ernannt, konnte sich dort jedoch nicht durchsetzen, da Johann Filipec noch im Amt war. Wohl deshalb transferierte der Papst Johann Vitéz am 3. Juni 1489 nach Veszprém.
Nach dem Tod von Matthias Corvinus nominierte der Kaisersohn Maximilian am 3. November 1490 Johann Vitéz zum Administrator des Bistums Wien. Da die Nominierung ohne Zustimmung von Maximilians Vater Friedrich III. erfolgt war, legte Johann Vitéz am 9. Februar 1492 den Treueeid vor dem Kaiser ab, der danach der Nominierung zustimmte. Obwohl Vitéz das Bistum Veszprém weiterhin behielt, erfolgte die päpstliche Translation nach Wien am 8. Februar 1493.
Die von Konrad Celtis gegründete Gelehrtengesellschaft „Sodalitas literaria Danubia“ wählte Johann Vitéz zu ihrem Vorsitzenden.